# Máriássy Béla
Markus- és batizfalvi Máriássy Béla (Berzéte (Gömör megye), 1824. október 23. – Hernádzsadány (Abaúj-Torna megye), 1897. október 5.) birtokos, publicista és országgyűlési képviselő.

## Élete
Máriássy Zsigmond és négyesi Szepesy Mária fia. Tanulmányait otthon végezte, a bölcseletet és a jogot Pesten hallgatta, és Pozsonyban jurátuskodott. Már 1843-ban részt vett a közügyekben. 1844-ben beutazta Angliát és Franciaországot. 1848-ban nemzetőrkapitány volt és részt vett a budaméri csatában.
1855-ben lakását Pest megyébe tette át. 1861-ben a nagyabonyi kerület megválasztotta országgyűlési képviselőjének és ő a Határozati Párthoz csatlakozott.
1864 márciusában elfogták, és az Almásy-féle mozgalomban való részvéttel vádolták meg; mivel azonban részességét bebizonyítani nem tudták, száznapi fogság után szabadon bocsátották. Tevékeny részt vett Pest vármegye közügyeiben egész az 1870-es évek végéig. 1869-ben a nagyabonyi kerületben, 1872-ben a szászsebesiben választották meg képviselőnek. Ez év május végén egy kirándulás alkalmával lovai elragadták, kocsija feldőlt, és jobb karja szétzúzódott, ezért le kellett vágni; azontúl bal kezével írt. 1875-ben a politikától végkép visszalépett. Győrbe, majd Sárvárra vonult, és egész munkásságát a történetírásnak szentelte.
A Jövő c. szélsőbaloldali lapnak 1862-63-ban lapvezére volt; cikkeket írt a Honba (1864. 287., 290. sz. Magyar földbirtok és idegen tőke, 1865. 20. és köv. sz. Anyagi helyzetünk sat.) és a Magyar Ujságba (1867. 117. sat. sz. Megye, 1868.).

## Munkái
- Helyzetünk. Pest, 1868. (Magyarország pénzügyi helyzetéről).
- Mariásy Béla követi jelentése. Ugyanott, 1872.
- Pénzügyeinkről. Bpest, 1874.
- Zsidókérdés és uzsora. Uo. 1884.
- A magyar törvényhozás és Magyarország történelme. Uo. 1884. és Győr, 1887-93. Tizennyolcz kötet.
- Magyarország közjoga. Győr, 1893.
- A szabadelvűség múltja, jelene és jövője. Győr, 1896.

Országgyűlési beszédei a Naplókban (1869-75.) vannak.